# Gmina Strzyżewice
Die Gmina Strzyżewice ist eine Landgemeinde im Powiat Lubelski der Woiwodschaft Lublin in Polen. Ihr Sitz ist das gleichnamige Dorf mit etwa 600 Einwohnern.

## Gliederung
Zur Landgemeinde Strzyżewice gehören folgende 21 Ortschaften mit einem Schulzenamt:
Borkowizna
Bystrzyca Nowa
Bystrzyca Stara
Dębina
Dębszczyzna
Franciszków
Iżyce
Kajetanówka
Kiełczewice Dolne
Kiełczewice Górne
Kiełczewice Maryjskie
Kiełczewice Pierwsze
Kolonia Kiełczewice Dolne
Osmolice Pierwsze
Osmolice Drugie
Pawłów
Pawłówek
Piotrowice
Polanówka
Pszczela Wola
Strzyżewice
Żabia Wola
Weitere Orte der Gemeinde sind:
Kandydaci
Kąty
Kolonia Dębszczyzna
Kolonia Pawłówek
Niemiecka Wieś
Ogrodniki
Piotrowice-Kolonia
Poczyśle
Podbystrzyca
Podlesie
Rechta
Rechtówek
Rękasówka
Saganówka
Stara Wieś
Stary Pawłówek
Stasin
Tuszów
Widniówka
Zagrody
Zapotok